# Hollóháza
Hollóháza é um município da Hungria, situado no condado de Borsod-Abaúj-Zemplén. Tem 2,36 km² de área e sua população em 2015 foi estimada em 820 habitantes.